# Carresse-Cassaber
Pour les articles homonymes, voir Carresse et Cassaber.
Carresse-Cassaber (prononcé [kaʁɛs kasabe] ; en béarnais Carressa e Cassabè ou Carrésse-Cassabè) est une commune française, située dans le département des Pyrénées-Atlantiques en région Nouvelle-Aquitaine.

## Géographie

### Localisation
La commune de Carresse-Cassaber se trouve dans le département des Pyrénées-Atlantiques, en région Nouvelle-Aquitaine.
Elle se situe à 70 km par la route de Pau, préfecture du département, à 53 km d'Oloron-Sainte-Marie, sous-préfecture, et à 24 km d'Orthez, bureau centralisateur du canton d'Orthez et Terres des Gaves et du Sel dont dépend la commune depuis 2015 pour les élections départementales.
La commune fait en outre partie du bassin de vie de Salies-de-Béarn.
Les communes les plus proches sont : 
Auterrive (1,3 km), Saint-Dos (2,3 km), Castagnède (2,7 km), Escos (3,5 km), Labastide-Villefranche (3,5 km), Saint-Pé-de-Léren (3,8 km), Oraàs (4,5 km), Léren (4,8 km).
Sur le plan historique et culturel, Carresse-Cassaber fait partie de la province du Béarn, qui fut également un État et qui présente une unité historique et culturelle à laquelle s’oppose une diversité frappante de paysages au relief tourmenté.

### Géologie

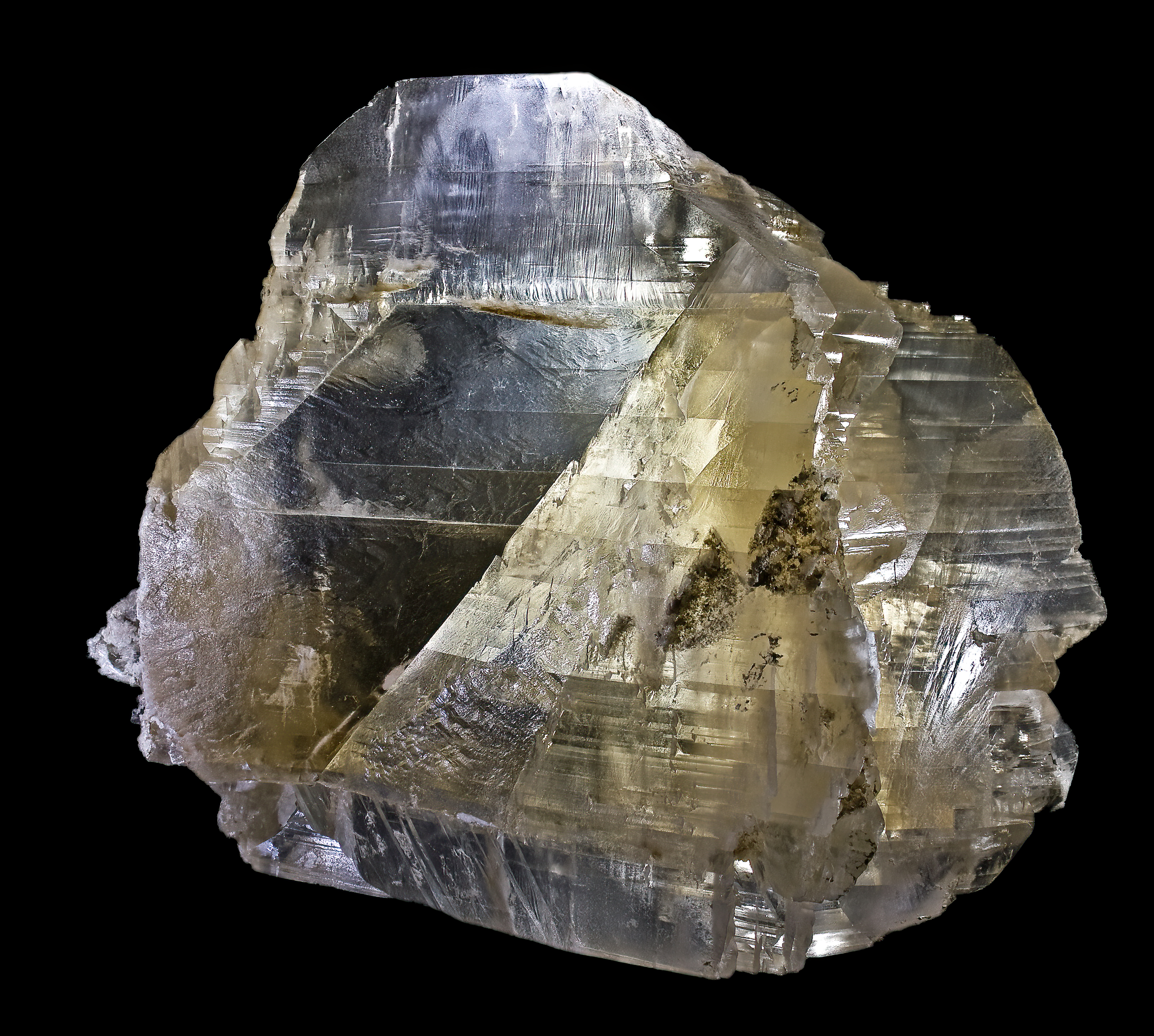
Gypse de Carresse.

### Communes limitrophes
Les communes limitrophes sont  Auterrive, Castagnède, Lahontan, Saint-Dos, Saint-Pé-de-Léren, Salies-de-Béarn et Sorde-l'Abbaye.
|                   | Sorde-l'Abbaye (Landes) | Lahontan        |
| Saint-Pé-de-Léren | Carresse-Cassaber       | Salies-de-Béarn |
| Saint-Dos         | Auterrive               | Castagnède      |

### Hydrographie

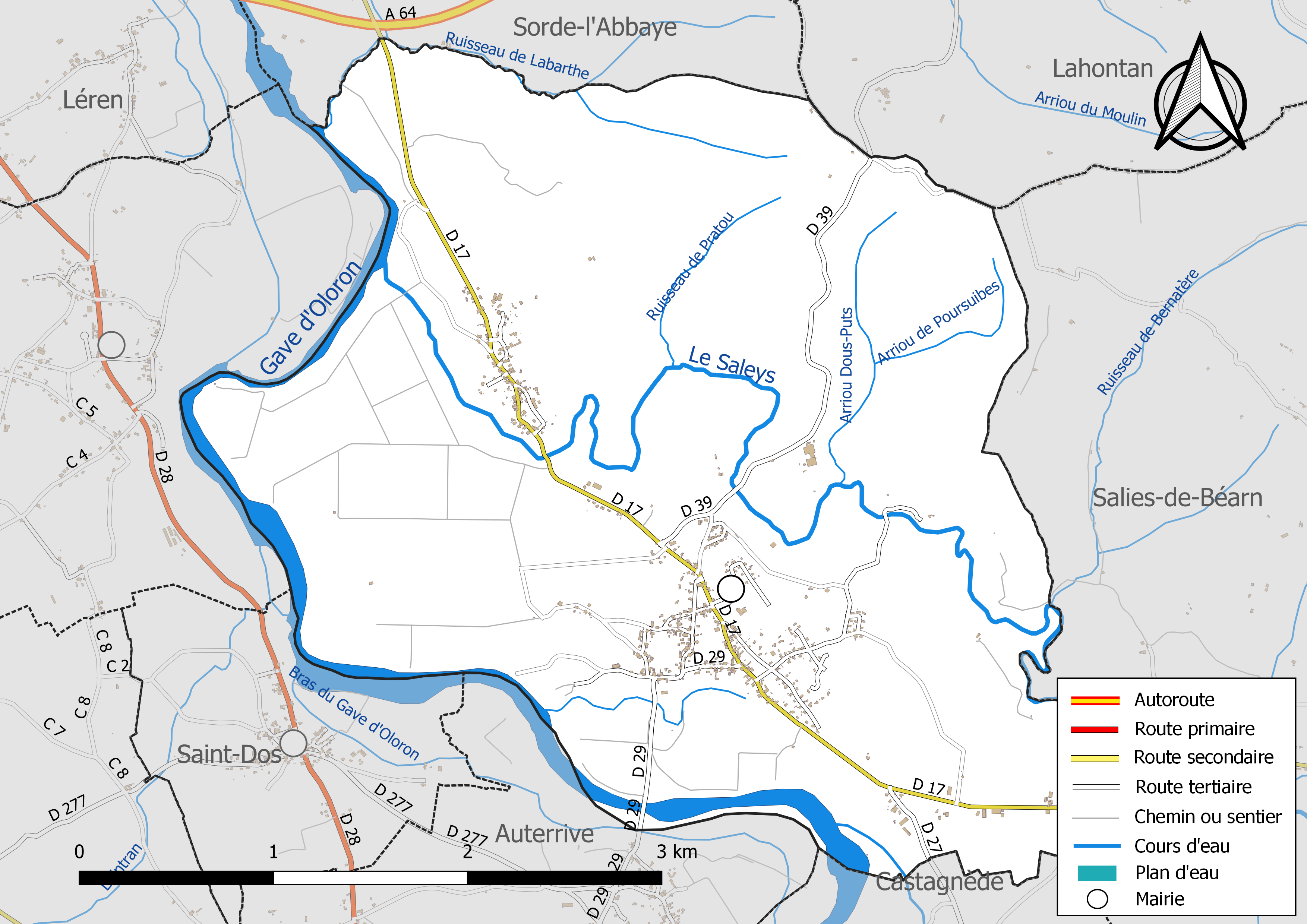
Réseaux hydrographique et routier de Carresse-Cassaber.

La commune est drainée par le gave d'Oloron, le Saleys, le ruisseau des Augas, Arriou de Poursuibes, Arriou Dous-Puts, un bras du gave d'Oloron, un bras du gave d'Oloron, le ruisseau de Labarthe, le ruisseau de Pratou, et par divers petits cours d'eau, constituant un réseau hydrographique de 21 km de longueur totale,.
Le gave d'Oloron, d'une longueur totale de 148,8 km, prend sa source dans la commune de Laruns et s'écoule vers le nord-ouest. Il traverse la commune et se jette dans le gave de Pau à Sorde-l'Abbaye, après avoir traversé 64 communes.
Le Saleys, d'une longueur totale de 48,7 km, prend sa source dans la commune d'Ogenne-Camptort et s'écoule du sud-est vers le nord-ouest. Il traverse la commune et se jette dans le gave d'Oloron sur le territoire communal, après avoir traversé 13 communes.

### Climat
Pour des articles plus généraux, voir Climat de la Nouvelle-Aquitaine et Climat des Pyrénées-Atlantiques.
Historiquement, la commune est exposée à un micro climat océanique basque.  
En 2020, Météo-France publie une typologie des climats de la France métropolitaine dans laquelle la commune est exposée à un climat de montagne et est dans la région climatique Pyrénées atlantiques, caractérisée par une pluviométrie élevée (>1 200 mm/an) en toutes saisons, des hivers très doux (7,5 °C en plaine) et des vents faibles.
Pour la période 1971-2000, la température annuelle moyenne est de 13,7 °C, avec une amplitude thermique annuelle de 13,8 °C. Le cumul annuel moyen de précipitations est de 1 295 mm, avec 12,7 jours de précipitations en janvier et 8,1 jours en juillet. Pour la période 1991-2020, la température moyenne annuelle observée sur la station météorologique la plus proche, située sur la commune de Saint-Gladie-Arrive-Munein à 11,97 km à vol d'oiseau, est de 14,3 °C et le cumul annuel moyen de précipitations est de 1 323,1 mm,. Pour l'avenir, les paramètres climatiques de la commune estimés pour 2050 selon différents scénarios d’émission de gaz à effet de serre sont consultables sur un site dédié publié par Météo-France en novembre 2022.

### Milieux naturels et biodiversité

#### Réseau Natura 2000
Le réseau Natura 2000 est un réseau écologique européen de sites naturels d'intérêt écologique élaboré à partir des Directives « Habitats » et « Oiseaux », constitué de zones spéciales de conservation (ZSC) et de zones de protection spéciale (ZPS).
Un site Natura 2000 a été défini sur la commune au titre de la « directive Habitats » : « le gave d'Oloron (cours d'eau) et marais de Labastide-Villefranche », d'une superficie de 2 547 ha, une rivière à saumon et écrevisse à pattes blanches,.

#### Zones naturelles d'intérêt écologique, faunistique et floristique
L’inventaire des zones naturelles d'intérêt écologique, faunistique et floristique (ZNIEFF) a pour objectif de réaliser une couverture des zones les plus intéressantes sur le plan écologique, essentiellement dans la perspective d’améliorer la connaissance du patrimoine naturel national et de fournir aux différents décideurs un outil d’aide à la prise en compte de l’environnement dans l’aménagement du territoire.
Une ZNIEFF de type 1 est recensée sur la commune, : 
le « vallon du Bernatère et arriou de Poursuibes » (17,5 ha), couvrant 2 communes du département et une ZNIEFF de type 2,, : 
le « réseau hydrographique du gave d'Oloron et de ses affluents » (6 885,32 ha), couvrant 114 communes dont 2 dans les Landes et 112 dans les Pyrénées-Atlantiques.

## Urbanisme

### Typologie
Au 1er janvier 2024, Carresse-Cassaber est catégorisée commune rurale à habitat dispersé, selon la nouvelle grille communale de densité à sept niveaux définie par l'Insee en 2022.
Elle est située hors unité urbaine. Par ailleurs la commune fait partie de l'aire d'attraction de Salies-de-Béarn, dont elle est une commune de la couronne,. Cette aire, qui regroupe 6 communes, est catégorisée dans les aires de moins de 50 000 habitants,.

### Occupation des sols

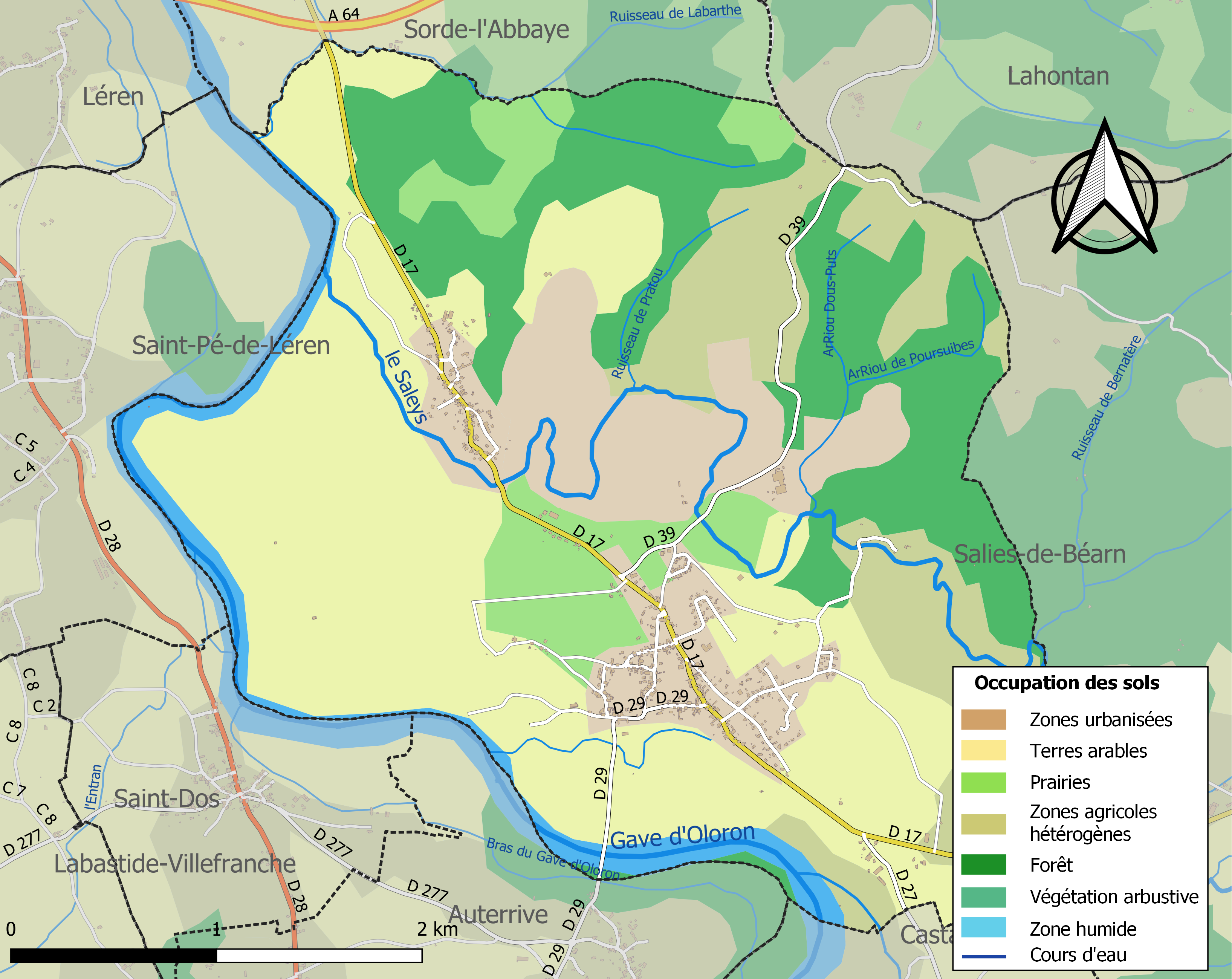
Carte des infrastructures et de l'occupation des sols de la commune en 2018 (CLC).

L'occupation des sols de la commune, telle qu'elle ressort de la base de données européenne d’occupation biophysique des sols Corine Land Cover (CLC), est marquée par l'importance des territoires agricoles (59,4 % en 2018), en diminution par rapport à 1990 (63,6 %). La répartition détaillée en 2018 est la suivante : 
terres arables (37,6 %), forêts (20,8 %), zones agricoles hétérogènes (14,5 %), mines, décharges et chantiers (8,7 %), prairies (7,3 %), zones urbanisées (6,6 %), eaux continentales (4,6 %). L'évolution de l’occupation des sols de la commune et de ses infrastructures peut être observée sur les différentes représentations cartographiques du territoire : la carte de Cassini (XVIIIe siècle), la carte d'état-major (1820-1866) et les cartes ou photos aériennes de l'IGN pour la période actuelle (1950 à aujourd'hui).

### Lieux-dits et hameaux
- Carresse : Bosc, Lasplaces, Bourdives, Village
- Cassaber : le Bosc, Larribère

### Voies de communication et transports
La commune est desservie par les routes départementales 17 et 29.

### Risques majeurs
Le territoire de la commune de Carresse-Cassaber est vulnérable à différents aléas naturels : météorologiques (tempête, orage, neige, grand froid, canicule ou sécheresse), inondations, mouvements de terrains et séisme (sismicité modérée). Il est également exposé à un risque technologique,  le transport de matières dangereuses. Un site publié par le BRGM permet d'évaluer simplement et rapidement les risques d'un bien localisé soit par son adresse soit par le numéro de sa parcelle.

#### Risques naturels
Certaines parties du territoire communal sont susceptibles d’être affectées par le risque d’inondation par une crue à  débordement lent de cours d'eau, notamment le gave d'Oloron et le Saleys. La commune a été reconnue en état de catastrophe naturelle au titre des dommages causés par les inondations et coulées de boue survenues en 1982, 1983, 2006, 2009, 2018 et 2021,.
Les mouvements de terrains susceptibles de se produire sur la commune sont des affaissements et effondrements liés aux cavités souterraines (hors mines). Afin de mieux appréhender le risque d’affaissement de terrain, un inventaire national permet de localiser les éventuelles cavités souterraines sur la commune.

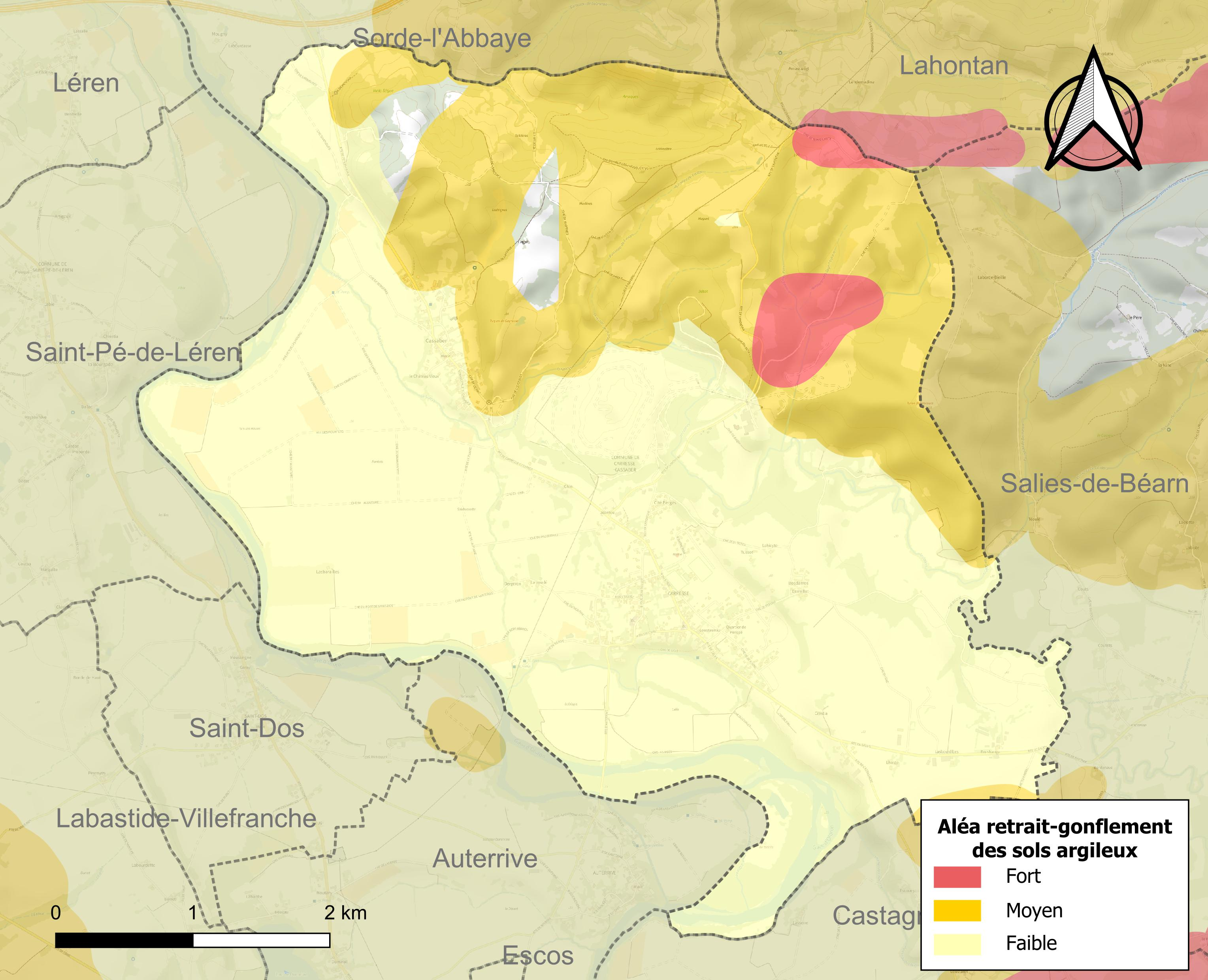
Carte des zones d'aléa retrait-gonflement des sols argileux de Carresse-Cassaber.

Le retrait-gonflement des sols argileux est susceptible d'engendrer des dommages importants aux bâtiments en cas d’alternance de périodes de sécheresse et de pluie. 32,9 % de la superficie communale est en aléa moyen ou fort (59 % au niveau départemental et 48,5 % au niveau national). Depuis le 1er octobre 2020, en application de la loi ELAN, différentes contraintes s'imposent aux vendeurs, maîtres d'ouvrages ou constructeurs de biens situés dans une zone classée en aléa moyen ou fort,.

## Toponymie

### Attestations anciennes
Le toponyme Carresse apparaît sous les formes 
Beatus Stephanus de Carressa (980, cartulaire de Lescar), 
Curtis Carreissa (Xe siècle, titres de Pau),
Carresse (XIe – XIVe siècle, Anciens Fors) et
Caresse (1793 ou an II).
Le toponyme Cassaber apparaît sous les formes 
Cassave (XIIe siècle, titres de l'ordre de Malte), 
Casaver (XIIIe siècle, fors de Béarn), 
Casseve et Sent jacme de Cassever (respectivement 1440 et 1441, notaires de Labastide-Villefranche), 
la gentillesse de Cassaver (1442, contrats de Carresse), 
Sent-Christau de Casseber (1472, notaires de Labastide-Villefranche), 
Casavee (1538, réformation de Béarn), 
Cattaber (1793 ou an II) et 
Cassabé (1801, Bulletin des Lois).

### Graphie béarnaise
Son nom béarnais est Carressa e Cassabè ou Carrésse-Cassabè.

## Histoire
Paul Raymond note qu'en 1385, Carresse comptait quarante-et-un feux et Cassaber treize. Les deux villages dépendaient du bailliage de Sauveterre. Carresse était une dépendance du diocèse de Lescar. Il y avait à Cassaber une abbaye laïque, vassale de la vicomté de Béarn.
Le village béarnais a connu une histoire très riche liée à la présence prestigieuse d'une famille de grands d'Espagne de 1812 à 1933, la dernière famille noble qui habita le château, les Camarasa. « On cultivait le savoir-vivre espagnol, la délicatesse de l'âme, la courtoisie légendaire des grands d'Espagne, et une générosité sans faille dont les habitants gardent un souvenir inaltérable. On parlait castillan ; la mode, les domestiques, les mœurs étaient espagnols. »
Le village a vu habiter la marquise de Montehermoso, maîtresse du roi d'Espagne, les marquis de Camarasa et surtout Paul-Jean Toulet qui y passa son adolescence et y vécut jusqu'à l'âge de 29 ans.
Carresse a été réuni à Cassaber en 1972.
À Cassaber est né le docteur Foix, médaille d'or de médecine et grand chercheur.

## Héraldique
| Blason | Blasonnement : Écartelé : au 1er de gueules à deux vaches d'or, accornées, colletées et clarinées d'azur, passant l'une au-dessus de l'autre, au 2e d'argent à l'arbre au naturel ; au 3e d'argent au cristal de gypse fer-de-lance au naturel, au 4e de gueules à deux épis de maïs d'or, posés en pal et rangés en fasce. |

## Politique et administration

### Situation administrative
Caresse-Cassaber a fait partie de l'arrondissement de Pau jusqu'au 30 décembre 2016. À cette date, elle appartient désormais à celui d'Oloron-Sainte-Marie.

### Liste des maires
| Période                                  | Période  | Identité          | Étiquette | Qualité  |
| ---------------------------------------- | -------- | ----------------- | --------- | -------- |
| Les données manquantes sont à compléter. |          |                   |           |          |
| 1995                                     | 2020     | Michel Lansalot   | DVD       | Retraité |
| 2020                                     | En cours | Patrick Loustalet |           |          |

### Intercommunalité
Carresse-Cassaber fait partie de six structures intercommunales :
- la communauté de communes du Béarn des Gaves ;
- le SIGOM ;
- le syndicat d’énergie des Pyrénées-Atlantiques ;
- le syndicat de regroupement pédagogique de Carresse-Cassaber, Escos et Labastide-Villefranche ;
- le syndicat intercommunal d’alimentation en eau potable du Saleys et des gaves ;
- le syndicat intercommunal des gaves et du Saleys.

## Population et société

### Démographie
L'évolution du nombre d'habitants est connue à travers les recensements de la population effectués dans la commune depuis 1793. Pour les communes de moins de 10 000 habitants, une enquête de recensement portant sur toute la population est réalisée tous les cinq ans, les populations de référence des années intermédiaires étant quant à elles estimées par interpolation ou extrapolation. Pour la commune, le premier recensement exhaustif entrant dans le cadre du nouveau dispositif a été réalisé en 2005.

En 2022, la commune comptait 662 habitants, en évolution de −1,63 % par rapport à 2016 (Pyrénées-Atlantiques : +3,78 %, France hors Mayotte : +2,11 %).
| 1793 | 1800 | 1806 | 1821 | 1831 | 1836 | 1841 | 1846 | 1851 |
| ---- | ---- | ---- | ---- | ---- | ---- | ---- | ---- | ---- |
| 557  | 559  | 532  | 690  | 722  | 746  | 710  | 699  | 657  |

| 1856 | 1861 | 1866 | 1872 | 1876 | 1881 | 1886 | 1891 | 1896 |
| ---- | ---- | ---- | ---- | ---- | ---- | ---- | ---- | ---- |
| 608  | 590  | 590  | 586  | 588  | 654  | 623  | 650  | 588  |

| 1901 | 1906 | 1911 | 1921 | 1926 | 1931 | 1936 | 1946 | 1954 |
| ---- | ---- | ---- | ---- | ---- | ---- | ---- | ---- | ---- |
| 601  | 611  | 648  | 540  | 567  | 591  | 554  | 530  | 491  |

| 1962 | 1968 | 1975 | 1982 | 1990 | 1999 | 2005 | 2006 | 2010 |
| ---- | ---- | ---- | ---- | ---- | ---- | ---- | ---- | ---- |
| 551  | 577  | 697  | 589  | 536  | 468  | 498  | 503  | 639  |

| 2015 | 2020 | 2022 | - | - | - | - | - | - |
| ---- | ---- | ---- | - | - | - | - | - | - |
| 659  | 664  | 662  | - | - | - | - | - | - |

## Économie
La commune fait partie de la zone d'appellation d'origine contrôlée (AOC) du Béarn et de celle de l'ossau-iraty.

## Culture locale et patrimoine

### Patrimoine civil
Château de La Salle de Cassaber, du XVIIe siècle. (Classé au titre des monuments historiques - arrêt de classement de décembre 2010).

### Patrimoine religieux
L'église Saint-Étienne, de 1841, fut construite à Carresse en remplacement d'un ancien édifice détruit par la marquise de Montehermoso[réf. nécessaire].
L'église Saint-Jacques, de Cassaber, date du XIXe siècle et possède un chevet gothique.
Il a existé une chapelle Notre-Dame au quartier de Chrestiaa qui a abrité une léproserie.
À Carresse se trouve un calvaire en pierre d'Arudy offert par la marquise de Monein.
Le cimetière accueille la chapelle funéraire de la marquise de Montehermoso.

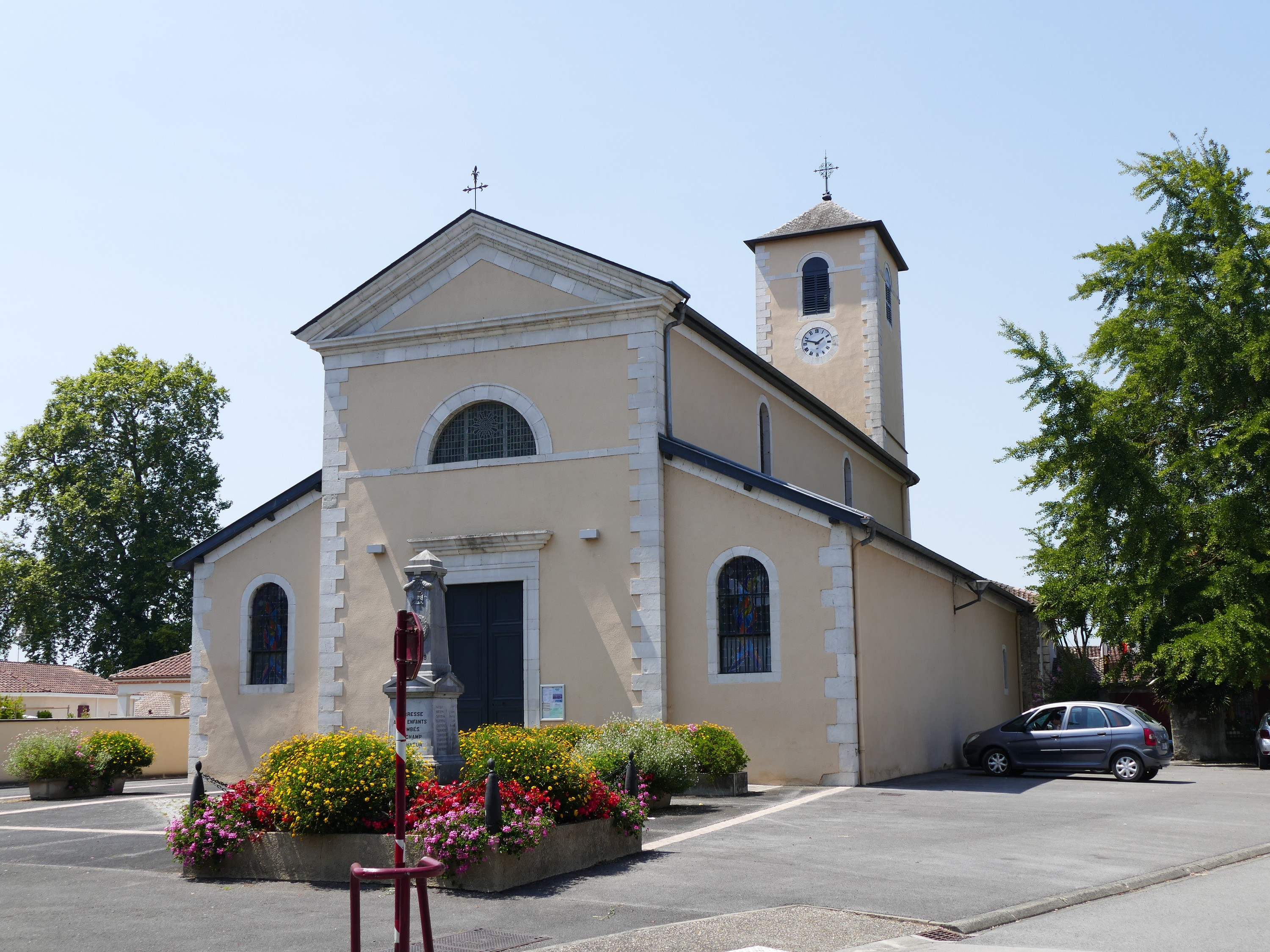
L'église Saint-Étienne de Carresse.
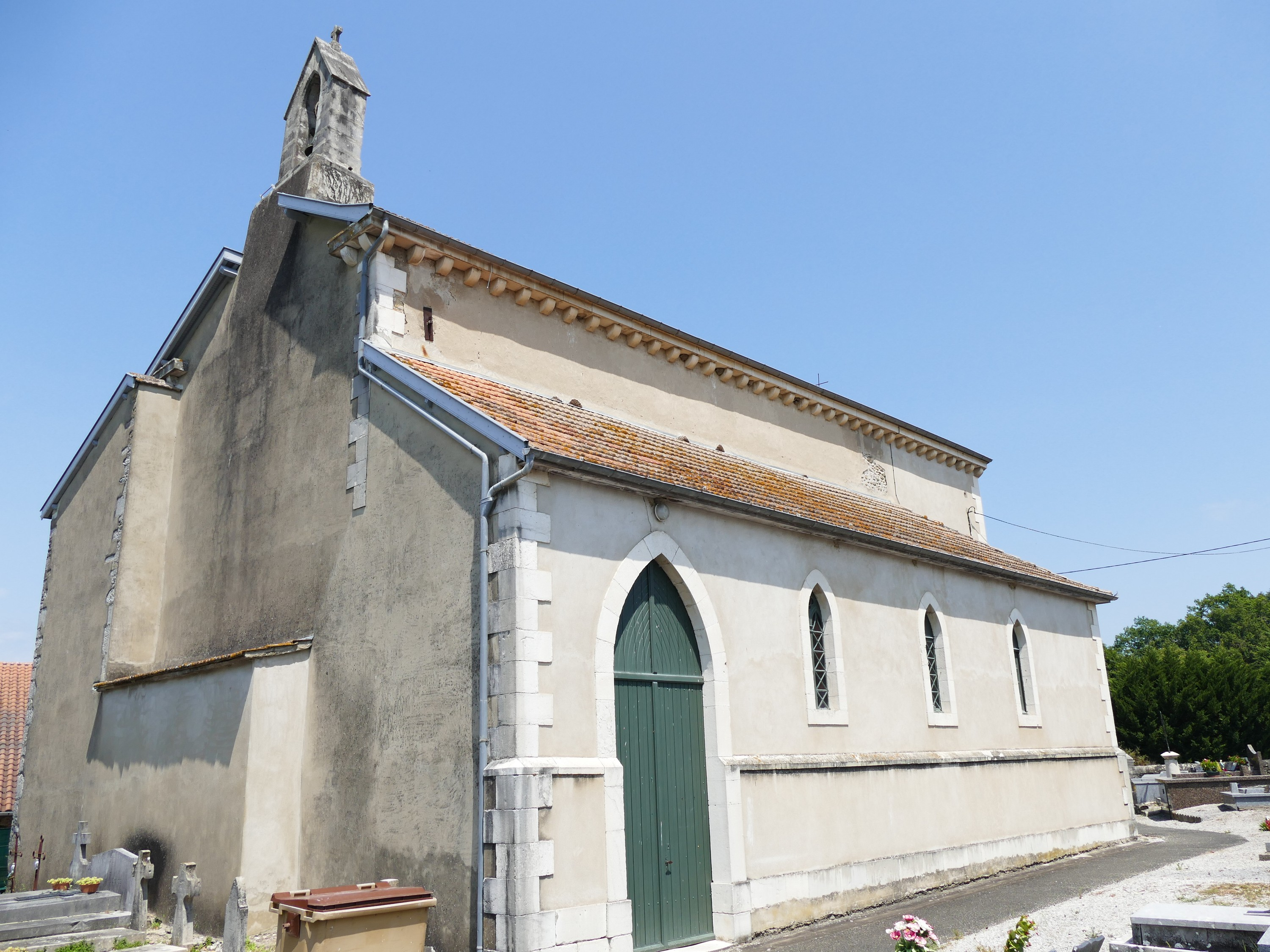
L'église Saint-Jacques de Cassaber.

### Dans les arts
Carresse est citée (orthographiée « Caresse ») dans le poème d’Aragon, Le conscrit des cent villages, écrit comme acte de Résistance intellectuelle de manière clandestine en 1943, pendant la Seconde Guerre mondiale.

## Équipements
Enseignement
Carresse-Cassaber dispose de deux écoles primaires, l'une publique et l'autre privée (école Saint-Ignace). http://stignace.toutemonecole.com
Sport et équipements sportifs
Le Carresse Salies Football Club (CSFC) est issu de la fusion du Carresse Sport et des Jeunes Salisiens.

## Personnalités liées à la commune
Paul-Jean Toulet y passait ses vacances d'enfant. Plus tard, il y a vécu neuf années, de 1889 à 1898, soit de 21 à 29 ans. Ce séjour aurait « fourni le cadre et donné la saveur à ses premiers romans ».
Le général baron Jean Pierre Lanabère, qui figure sur les piliers de l'arc de triomphe à Paris, a été baptisé à Carresse.
D'autres personnages ont marqué l'histoire de Carresse-Cassaber, tels que la marquise de Montehermoso (1785-1869), maîtresse du roi d'Espagne, décédée au château ; son mari le comte d'Echauz, officier de la Garde impériale, qui fut aussi conseiller général et maire de Carresse ; la duchesse de Castro Terreno, qui servit de modèle à Goya ; le général-baron Lanabère, héros de la campagne de Russie, né à Salies-de-Béarn en 1770 et baptisé à Carresse.